# Jaraguá (São Paulo)
Jaraguá est un district situé dans la zone nord-ouest de la municipalité brésilienne de São Paulo, devenue district en 1948, dans des zones séparées de Perus, Pirituba et de l'ancien sous-district de "Nossa Senhora do Ó", ou, comme il est venu à connaître à nouveau, Freguesia do Ó. Jaraguá borde les municipalités d'Osasco à l'ouest et de Caieiras au nord. Aussi avec les quartiers de Perus, Anhanguera, Brasilândia, São Domingos et Pirituba.
En 1968, l'ancienne Companhia Telefônica Brasileira (CTB) a construit un petit bâtiment dans le quartier pour servir de centre téléphonique. Le coût de la ligne téléphonique, à acquérir par les abonnés potentiels via le système de "plans d'expansion" géré par le système Telebrás, signifiait cependant qu'il n'y avait pas suffisamment de parties intéressées pour commencer à exploiter le service dans le quartier. Ce n'est qu'en 1984 que Jaraguá a commencé à faire installer un service téléphonique automatique par TELESP, initialement avec 4 000 terminaux fonctionnant avec le préfixe 841. Actuellement, environ 89 000 terminaux sont installés dans le central téléphonique du district.
La gare qui porte le même nom que le quartier a été construite par la São Paulo Railway Company et a été inaugurée en 1891 sous le nom de Taipas, à l'époque connue sous le nom de "Parada de Taipas", rebaptisée plus tard officiellement " Jaragua" en 1940.
Le 18 mars 2010, le viaduc de Jaraguá a été ouvert par "complet". Malgré de nombreux échecs, le maire Gilberto Kassab a inauguré l'une des œuvres les plus arriérées de la ville de São Paulo.
Ce viaduc facilite le passage des Voitures, Bus, Camions et autres moyens qui auparavant devaient s'arrêter à la porte de la gare de Jaraguá et attendre le passage des trains de voyageurs ou de marchandises, provoquant de la circulation et de nombreux accidents avec les piétons.
Le projet de loi 384/2017, rédigé par le conseiller Fábio Riva (PSDB), qui crée la préfecture régionale de Jaraguá/Taipas, est actuellement en cours d'examen par le conseil municipal de São Paulo.

## Quartiers
Jaraguá (Centro)
C'est le centre du district, où se trouve le Largo da Matriz, et la paroisse Nossa Sra. da Conceição, l'une des plus anciennes de toute la région, à côté de l'église se trouve également la Casa Das Irmãs Japonesas. Il y a aussi la gare de Jaraguá de la ligne 7 rubis de la CPTM, l'une des gares répertoriées par le patrimoine de São Paulo et qui conserve encore son architecture anglaise de 1891 lors de sa construction. Dans le quartier se trouve la première maison en maçonnerie de tout le quartier, où travaille aujourd'hui le fleuriste. Son accès peut se faire par les avenues Jerimanduba, Dr. Route Felipe Pinel ou Taipas.
Cidade D’Abril
Là où se trouve le point final des lignes vers Praça Ramos, ses rues principales sont Rua Dr. Mauro de Araújo Ribeiro et Dr. Rafael de Araújo Ribeiro, où le marché ouvert a lieu le samedi. Il y a aussi quelques vieilles boutiques dans la région.
City Jaraguá
Quartier de classe moyenne et quelques espaces communautaires. Il a connu une grande évolution immobilière à partir de 2010 lorsque l'ancien Retão a été repris par des copropriétés d'immeubles et de maisons d'habitation. Il abrite l'ETEC Jaraguá, ainsi que Cantareira Norte Shopping, le plus grand centre commercial de toute la région.
Jardim Bandeirantes
Il est à l'est du centre du quartier, et très proche de la gare CPTM, avec la construction du viaduc de Jaraguá en 2011, l'accès au quartier se faisait par le retour en contrebas.
Jardim Ipanema
C'est l'un des quartiers qui borde la Rodovia dos Bandeirantes à l'ouest, il est bien desservi par les commerces et les lignes de bus passant par l'Avenida Alexios Jafet. Il y a quelques endroits avec des communautés nécessiteuses, principalement sur les rives de l'autoroute mentionnée ci-dessus.
Jardim Líder
L'un des quartiers qui borde le district de Pirituba au sud, l'accès se fait par l'Avenida Raimundo Pereira de Magalhães et Elísio Teixeira Leite. Le quartier abrite des familles de classe moyenne et inférieure.
Jardim Pirituba
Quartier coupé par l'Avenida Raimundo Pereira de Magalhães, communément confondu avec le quartier de Pirituba car ils sont homonymes, même certains habitants prétendent vivre à Pirituba, mais il n'appartient pas et ne borde même pas ce quartier. Le quartier est bien desservi par les commerces et les lignes de bus vers le centre et l'ouest de la ville.
Jardim Rincão
Quartier coupé par Estrada das Taipas, avec un accès facile au Rodoanel. Il abrite plusieurs communautés nécessiteuses et quelques bidonvilles.
Jardim São João
Quartier proche du centre du quartier entre estrada das Taipas et Rua Friedrich Von Voith. Des fêtes traditionnelles ont lieu sur la Praça Dois Corações, organisées chaque année par les habitants. Il abrite des familles de la classe moyenne.
Jardim Shangri-lá
L'un des quartiers les plus septentrionaux du district, proche de la frontière avec Rodoanel et du district de Perus, abrite principalement des communautés pauvres et quelques maisons de classe moyenne. L'accès se fait par l'Estrada das Taipas et l'Avenida Raimundo Pereira de Magalhães.
Jardim Vivan
Quartiers de classe moyenne et classe moyenne supérieure, à l'exception du CDHU à la frontière avec Jd. Bandeirantes où vivent des familles de la classe moyenne inférieure. Il abrite l'ancien bâtiment Telesp et est pratiquement entièrement résidentiel avec quelques magasins. Dans le quartier, le marché ouvert se tient le dimanche dans la rue Pastoril de Almenara. Au point culminant du quartier, il est possible d'avoir une vue panoramique sur le quartier. C'est dans ce quartier que le plasticien et miniaturiste Oscar Blóis est né et a vécu.
Parque Nações Unidas
C'est le quartier qui abrite l'entreprise sidérurgique allemande Voith, l'une des plus anciennes du quartier. La partie la plus au sud abrite des copropriétés résidentielles de classe moyenne et supérieure, où est également basé le service d'incendie de la police militaire. Au centre, il y a des maisons bourgeoises et aussi le parc Senhor do Vale, avec un terrain multisports, un mini terrain de terre battue, un kiosque et des espaces verts.
Parque Pan-Americano
Quartier où se concentre une bonne partie du commerce du quartier, et très bien desservi par les lignes de bus vers le centre-ville. Accessible via Estrada do Corredor et Estrada das Taipas. Quartier avec de nombreuses zones de communautés nécessiteuses, dont l'une s'est fait connaître dans les médias, la favela "Acherupita", populairement connue sous le nom de Xurupita, grâce à l'émission Pânico na TV. Où se trouve également la célèbre Praça do Pan.
Parque Taipas
Lieu d'accès pour ceux qui viennent du quartier de Brasilândia par l'avenue Cantídio Sampaio, avec de nombreux magasins et des lignes de bus qui traversent la zone nord. Il y a beaucoup de communautés pauvres et de bidonvilles dans la région.
Vila Chica Luiza
Quartier entre le côté gauche de Rodovia dos Bandeirantes et le Pic de Jaraguá. L'accès se fait par l'Avenida Chica Luiza. Le parc d'État de Jaraguá, le point culminant de la ville de São Paulo, est également situé.
Vila Hilda
Quartier sur l'une des frontières avec le quartier de Pirituba, traversé par la Rua Dr. André Costa, sert d'option pour ceux qui viennent de Vila Clarice (quartier du district de Pirituba), il est plus proche de la gare CPTM Vila Clarice que celle du district de Jaraguá lui-même.
Jardim Zoológico
Accessible par la rue Galvão Bueno Trigueirinho, ce quartier est une sorte de poche avec des sorties uniquement pour cette rue. Pratiquement toutes les résidences abritent des maisons de classe moyenne et supérieure. Célèbre pour ses rues aux nombreuses pentes et pour une vue privilégiée sur le Pic de Jaraguá.
Vila Nossa Sra. da Conceição
Très proche du centre du quartier entre l'Avenida Jerimanduba et la Rua Galvão Bueno Trigueirinho, où se trouve l'une des plus anciennes écoles du quartier, E.E. Isabel Vieira De Serpa E Paiva, connue dans la région sous le nom de Grupo Velho.
Vila Aurora
Il se trouve à l'extrême nord-ouest du district à la frontière avec Perus et abrite un grand pourcentage de la population de celui-ci. En raison de l'éloignement du centre de Jaraguá, ce quartier a fini par s'isoler et en 2013, la gare CPTM Vila Aurora a été inaugurée, étant la deuxième du quartier. Ce qui a fait que le quartier a commencé à interagir directement avec le voisin Pq. Nações Unidas, qui n'avaient auparavant aucun accès en raison des voies qui les séparaient.
Vila Nova Parada
Quartier à l'extrémité nord-est du district presque à la frontière avec Brasilândia. Avec de nombreuses communautés nécessiteuses et quelques bidonvilles. Principalement accessible depuis Avenidas Elísio Teixeira Leite et Cantídio Sampaio.
Autres quartiers du quartier : Vila Homero - à côté de l'Av. Chica Luiza, vers Sol Nascente ; Jardim Santa Lucrécia - côté est de l'Av. Alexios Jafet, vers Vila Aurora ; Vila Santo Antônio - côté est de Rua Galvão Bueno Trigueirinho, vers Cidade D'Abril ; Jardim Alvina - à côté du kiosque au Coreto de Taipas ; Jardim Marilu - à côté de l'Av. Raimundo Pereira de Magalhães, vers Shangri-lá; Estância Jaraguá et Vila Ana Rosa - à proximité de la parade de Taipas ; Jardim Rodrigo - à côté de Jd. Shangri-la ; Jardim Donária - à côté de Jd. Rincão et Parada de Taipas ; Vila Santo Estevão Reis - à côté de l'Av. Elísio Teixeira Leite ; Jardim Capela da Lagoa - à proximité de Vivan et Pan-Americano ; Vila Nova Jaraguá - côté ouest de Galvão Bueno Trigueirinho, vers Cidade D'Abril, en haut du quartier, avec de vieilles maisons, étant l'un des premiers quartiers à se développer dans le quartier.
Certains grands ensembles du quartier, en raison de leur taille et de leur pertinence locale, ont pratiquement le statut de quartier, certains d'entre eux sont : Conj. Hab. Vista Alegre ; Conj. Hab. Santa Marta ; Conj. Res. Bandeirantes ; Conj. Res. Alpes do Jaraguá ; Conj. Hab. VOITH ; Portal São Marcos ; COHAB Pedra Bonita ; Conj. Hab. Jd. Brasília ; COHAB Pirituba ; Conj. Hab. Brigadeiro Eduardo Gomes ; Conj. Hab. Brasilândia.

## Tourisme
Dans le quartier de Jaraguá se trouvent : des points touristiques, des zones de loisirs, des centres logistiques, ainsi que des autoroutes et des avenues de grande importance pour la ville de São Paulo. Les plus représentatifs sont : Rodovia dos Bandeirantes ; Avenida Raimundo Pereira de Magalhães (ancienne route São Paulo-Campinas); route touristique de Jaraguá ; Avenue Dr. Felipe Pinel; route de Taipas ; Avenida Cantidio Sampaio; Avenida Elísio Teixeira Leite.

## Pic de Jaraguá
Le Pic de Jaraguá est une montagne ouverte aux visites touristiques qui offre des points de vue d'où il est possible de voir une grande partie de la ville de São Paulo ainsi que les municipalités voisines des régions nord et ouest de la région métropolitaine de São Paulo. à son sommet se trouvent les relais de télévision et de radio de plusieurs stations telles que Rede Globo, Rede Bandeirantes, Rádio Cultura, entre autres. C'est un endroit très apprécié des résidents et des touristes, notamment pour les activités physiques telles que la marche, la course et le vélo, en plus d'offrir des sentiers qui emmènent le visiteur des parties les plus basses aux plus hautes de la Montagne, et cette activité est recommandée uniquement avec l'accompagnement de guides spécialisés.

## Parc d'État de Jaragua
Le parc d'État de Jaraguá est formé par les zones restantes de la forêt atlantique, depuis 1994, il fait partie de la soi-disant ceinture verte de la ville de São Paulo (qui comprend également la Serra da Cantareira qui flanque toute la zone nord de São Paulo) qui a été reconnu comme réserve de biosphère par l'UNESCO. Dans le Parque Estadual do Jaraguá, il y a des bâtiments historiques comme une maison en pisé qui fut la résidence d'Afonso Sardinha, l'un des bandeirantes brésiliens les plus célèbres.

## Accès
Le district est traversé par les autoroutes Anhanguera et Bandeirantes, par la ligne 7 - Rubis de la Companhia Paulista de Trens Metropolitanos - CPTM, ayant deux gares : Vila Aurora et Jaraguá, et par des avenues telles que Dr. Felipe Pinel et Raimundo Pereira de Magalhães (ancienne liaison entre les villes de São Paulo et Campinas). Ses principales avenues sont : Alexios Jafet, Député Cantídio Sampaio, Elísio Teixeira Leite, Estrada das Taipas, Jerimanduba, Dr. Felipe Pinel et Raimundo Pereira de Magalhães.

## Secteur productif
D'importantes entreprises nationales et multinationales sont situées dans le district de Jaraguá, telles que le centre de distribution de Grupo Pão de Açúcar, l'entreprise sidérurgique allemande Voith et l'entreprise de transport lourd. Il y a aussi le Conjunto City Jaraguá.